# Axel Tape
Axel Tape-Kobrissa (* 10. August 2007 in Bondy) ist ein französischer Fußballspieler ivorischer Abstammung, der für den Bundesliga-Verein Bayer Leverkusen spielt. Tape kann als zentraler Mittelfeldspieler sowie als Innenverteidiger eingesetzt werden.

## Karriere

### Verein
Axel Tape wurde im Pariser Vorort Bondy geboren und begann mit dem Fußballspielen beim Football Club 93 Bobigny-Bagnolet-Gagny in Bobigny. Tape kam als Teenager zur Jugendakademie von Paris Saint-Germain, wo er die Altersstufen durchlief und 2024 und 2025 mit PSG französischer A-Jugend-Meister wurde. Er kam außerdem in der UEFA Youth League zum Einsatz. Er wurde im November 2024 vom Trainer der Profimannschaft, Luis Enrique, zum ersten Mal in die erste Mannschaft berufen, um in der Abwehr zu spielen, da sowohl Kapitän Marquinhos als auch Nuno Mendes, Presnel Kimpembe und Naoufel El Hannach für das Ligue-1-Spiel gegen den FC Toulouse ausfielen. Tape gab sein Debüt für Paris Saint-Germain am 15. Januar 2025 und spielte 72 Minuten in einem Spiel der Coupe de France 2024/25 gegen den Fünftligisten FC Espaly, das PSG mit 4:2 gewann. Am 3. Mai gab er sein Debüt in der Ligue 1, als er in der 1:2-Auswärtsniederlage gegen Racing Straßburg in der Startelf stand.
Am 11. Juni 2025 unterzeichnete Tape einen langfristigen Vertrag beim deutschen Bundesligaklub Bayer 04 Leverkusen.

### Nationalmannschaft
Axel Tape ist ein französischer Jugendnationalspieler, der im November 2024 erstmals für die U18 nominiert wurde und sein Debüt bei einer 0:1-Niederlage gegen die Türkei gab. Neben der französischen Nationalmannschaft wäre er auch für die Elfenbeinküste spielberechtigt.

## Erfolge
Paris Saint-Germain
- Französischer Meister: 2025
- Französischer Pokalsieger: 2025
- Französischer U19-Meister: 2024, 2025